# Chālābeh
Chālābeh (persiska: چالابه) är en ort i Iran.   Den ligger i provinsen Kermanshah, i den västra delen av landet, 400 km väster om huvudstaden Teheran. Chālābeh ligger 1 438 meter över havet och antalet invånare är 317.
Terrängen runt Chālābeh är varierad. Runt Chālābeh är det ganska tätbefolkat, med 179 invånare per kvadratkilometer. Närmaste större samhälle är Kahrīz, 19,3 km väster om Chālābeh. Trakten runt Chālābeh består i huvudsak av gräsmarker.